# 판 (신화)

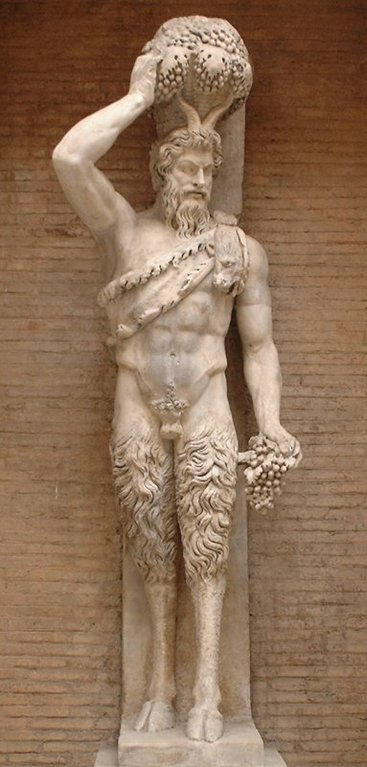

판(고대 그리스어: Πᾶν, 현대 그리스어: Πάνας, 영어: Pan)은 그리스 신화에 나오는 목신이다. 로마 신화에서는 파우누스에 해당한다.

## 그리스 신화에서의 묘사
판의 아버지는 제우스며 어머니는 님프이다. 염소와 닮은 모습으로 태어나 요정에게 버려진 것으로 등장하며, 잠든 사람에게 악몽을 불어넣고 나그네에게 공포를 주기도 하는 인물로 등장한다. (공포상태를 의미하는 영어단어 panic은 그의 이름을 딴 것이다.)
일반적으로는 머리에 작은 뿔이 있는, 인간과 염소를 합친 모습에, 늘 '시링크스'라는 이름의 팬파이프를 가지고 다니는 것으로 묘사된다.
동시에 갈대로 변해버린 님프인 시링크스와, 그녀와 관련된 동명의 악기에 대한 일화로 유명하며, 이것 때문에 종종 춤과 음악을 즐겼던 신으로 묘사되기도 한다.

## 용어에의 영향
판은 오늘날 공포와 혼란을 뜻하는 Panic의 어원이자 모든, 또는 전부를 뜻하는 접두어 'pan-'의 어원이 되었다.

## 같이 보기
- 아리스타이오스
- 드리아데스
- 황금시대
- 반고 (신화)
- 케르눈노스
- 4450 판